# Florian Lechner (Künstler)

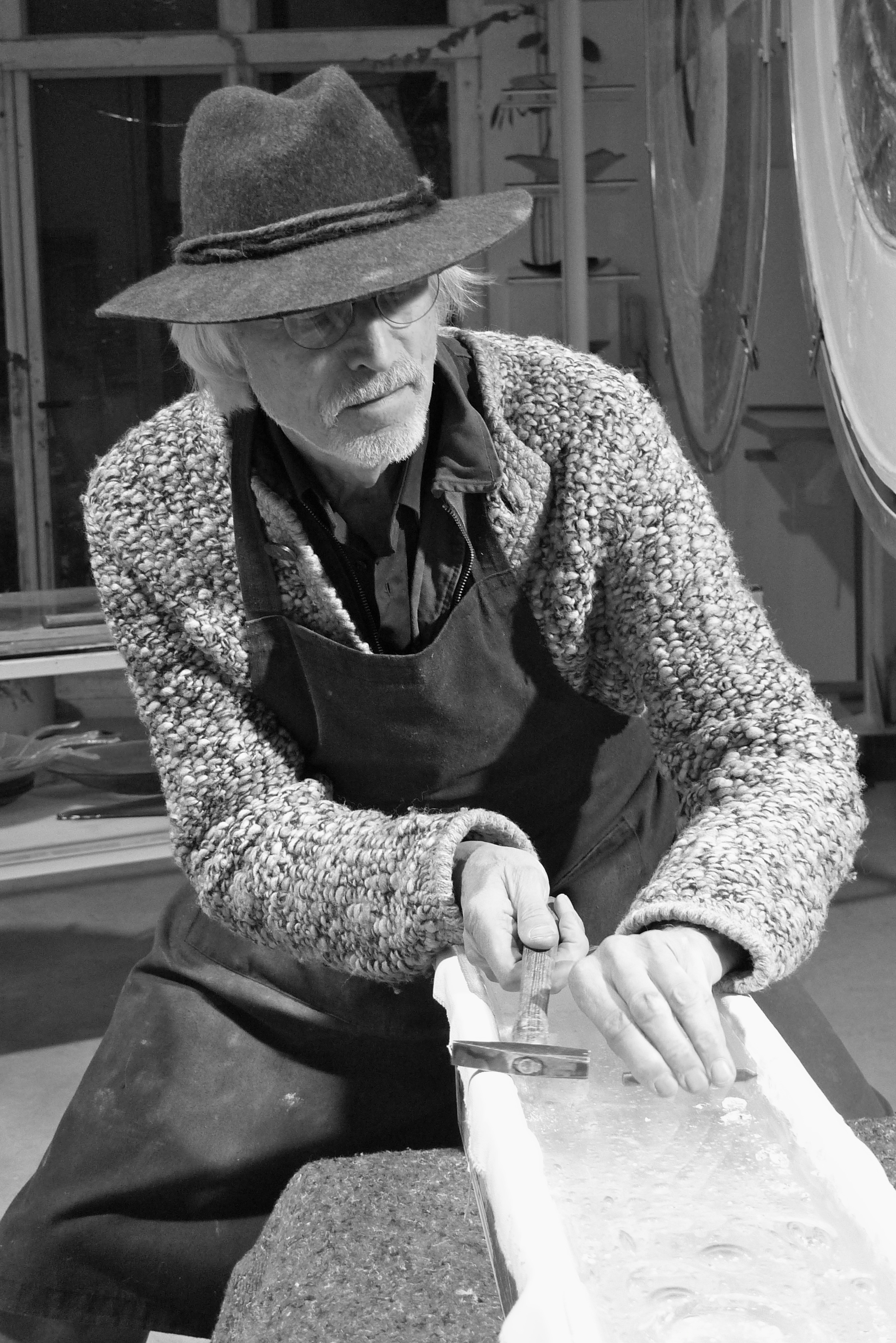
Florian Lechner (2011) bei der Bearbeitung einer Stele aus Schmelzglas mit Hammer und Meißel

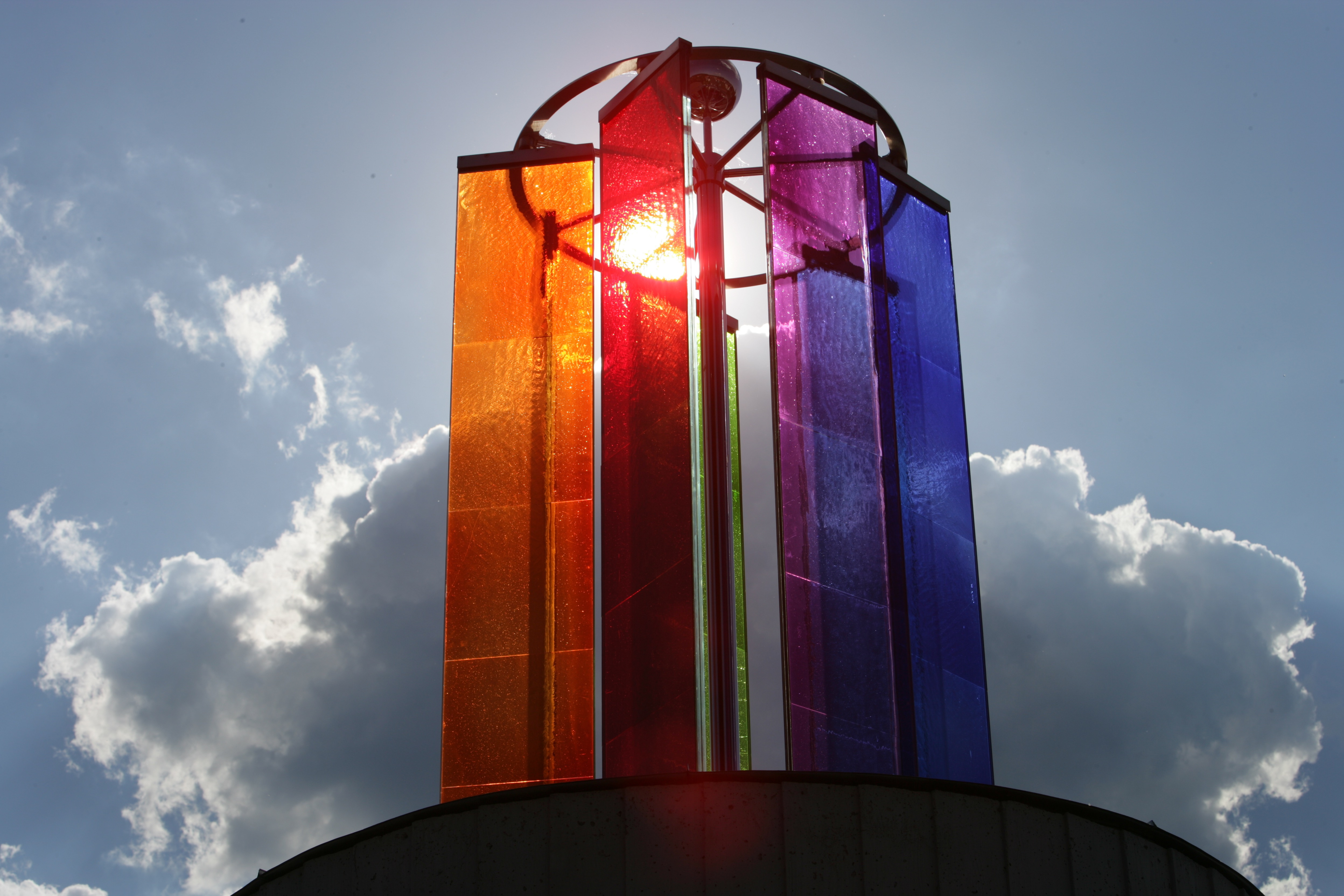
Glasfarbenspiel: Gläserne, kinetische Turmskulptur von Florian Lechner auf dem Dach der Farbenwerke Wunsiedel

Florian Lechner (* 8. Juni 1938 in München) ist ein deutscher Künstler und Designer. Seit den 1960er-Jahren arbeitet er mit Glas sowie experimentell mit den Medien Licht – Klang – Bewegung. Arbeiten des Künstlers finden sich in der Architektur (Ettal, Frankfurt, London, München, Rouen, Rosenheim). Ausstellungen und Auszeichnungen (Deutsche Studienstiftung, Exemplapreis München, Prix de Creation Chartres, Fragile Art Prize Woodinville/Seattle, Kulturpreis Rosenheim, A’ Design Award Como/Italien) markieren seinen künstlerischen Werdegang. Florian Lechner lebt und arbeitet im oberbayerischen Nußdorf am Inn.

## Leben
Florian Lechner wurde als Sohn des Komponisten Konrad Lechner (zunächst Leiter des Münchener Bachvereins sowie 1. Dirigent der Bamberger Symphoniker) und der Cembalistin Irmgard Lechner (Musikerin und Professorin an der Musikakademie Detmold) geboren.
Bedingt durch die beruflichen Anforderungen seiner Eltern wuchs er an unterschiedlichen Orten in Bayern und Österreich auf, bis er 1950 als Schüler in der Schule Schloss Neubeuern eine Heimat fand.
Nach seinem Schulabschluss nahm der an Musik, Kunst und Architektur gleichermaßen interessierte Lechner das Studium der Kunsterziehung an der Werkakademie Kassel (später: Kunsthochschule Kassel) bei Fritz Winter auf. In diesem Zusammenhang reiste er 1958 nach Frankreich, um bei Joseph Lacasse in Paris Malerei zu studieren. Lacasse, der für Lechner sowohl Lehrer als auch väterlicher Freund war, eröffnete ihm dort eine neue Welt und konfrontierte ihn mit dem Thema „Licht“.
Auf Anraten von Lacasse unternahm Lechner eine studentische Pilgerreise nach Chartres, wo ihm in der Kathedrale von Chartres ein Schlüsselerlebnis widerfuhr, das von nun an seinen Weg und sein Arbeiten prägte: Durch die im 12. Jahrhundert kunstvoll gestalteten Fenster der Kathedrale „zauberte“ das Sonnenlicht einen leuchtend-farbigen Lichtteppich in den Raum und auf die Menschen. Die gläserne Haut der Fenster scheint selbst zur Lichtquelle zu werden. Sie materialisiert das Licht – womit die Essenz der lechnerschen Lichtforschung auf den Punkt gebracht ist: das „Materialisierte Licht“.
1961 schloss er das Studium an der Werkakademie in Kassel mit Auszeichnung ab.
Seine Vision des materialisierten Lichts weiter verfolgend, entwickelte er in Holland mit Floris van Tetterode das sog. „Schmelzglas“, mit dem es erstmals möglich war, diaphane Wände ohne Beton oder Bleiruten zu bauen. Auf dieser Technik beruhend entstanden in den Folgejahren eine Vielzahl von Werken, viele davon im Rahmen von Projekten in ganz Europa. Ende der 60er Jahre verlegte Lechner seinen räumlichen Schwerpunkt wieder nach Neubeuern. Neben seiner Arbeit als freischaffender Künstler nahm er auf Initiative des Schuldirektors die Tätigkeit des außerschulischen „Kunstvermittlers“ in Schloss Neubeuern auf, wo er 1967 das weltweit erste „Glasstudio für Schüler“ einrichtete.
Dem größer werdenden Raumbedarf für Werke und Aufträge folgend, zog Lechner 1980 nach Urstall bei Nußdorf am Inn. Dort richtete er auf dem Gelände einer ehemaligen Fabrik ein Atelier ganz nach seinen Anforderungen ein. Zentrales Element des Ateliers sind seine selbst konstruierten Öfen, in denen er auch die großformatigen Gläser für Projekte wie z. B. den Brunnen im Innenhof der Bayerischen Landesbank München fertigt.
Lechner nutzte die Weitläufigkeit des Ateliers und erarbeitete in Urstall seine persönlichen Dimensionen von Glas: Licht – Raum – Klang. Diese macht er erlebbar, indem er sein Atelier nicht nur als Werkhalle und Ausstellungsfläche, sondern immer wieder auch als Konzertbühne für eigene Aufführungen und die befreundeter Künstler nutzt.
Im Sommer 2019 wurde Florian Lechners Skulptur COSMOS in Como/Italien mit dem renommierten „A Design Award“ ausgezeichnet.
Im November 2019 eröffnete Lechner in Nußdorf am Inn seinen Galerieladen, der nicht nur erweitertes Schaufenster seines Ateliers, sondern auch Raum für Begegnungen und Aktionen ist.

## Bedeutung
Als Glaskünstler zeigte Florian Lechner, dass thermogeformtes Industrieglas die Herstellung von Glasmalereien, Skulpturen und monumentalen Werken wie Glasfontänen und Säulen unterstützen kann. Lechner wurde als einer der bekanntesten und meistgefragten Glaskünstler Europas charakterisiert. Als einer von dessen Meistern ermutigte er den Glaskünstler Udo Zembok, in diese Richtung zu gehen.

## Meinung
Lechner sieht das Erbe der Glasfenster der Kathedrale von Chartres akut in Gefahr. Die neue Außenschutzverglasung zerstöre das Lichtspiel in der Kathedrale, das die Wirkung der Fenster erst ausmache. Zusammen mit dem Glaskünstler Udo Zembok wandte sich Lechner mit seiner Kritik auch an die Fachgremien der UNESCO in Paris, um Untersuchungen hierüber zu erwirken und weitere sakrale Bauten vor entsprechenden Eingriffen zukünftig zu schützen.

## Auszeichnungen (Auswahl)
- 1957: Kunstpreis der Schule Schloss Neubeuern, juriert von den Malern Wolf Reuther (Paris) und Pritte Laschat (Neubeuern)
- 1961: Stipendium der Deutschen Studienstiftung
- 1967: 1. Preis Wettbewerb Kapelle Bergäcker, Freiburg
- 1968: 2. Preis Wettbewerb Taufkapelle Hofheim (Taunus)
- 1971: 1. Preis und 2. Preis Brunnenwettbewerb Cappel-Marburg/Lahn
- 1973: 1. Preis Wettbewerb Kirche St. Canisius, Freiburg-Landwasser[16]
- 1977: „Exemplapreis 77“ Handwerk und Kirche, Internationale Handwerksmesse, München
- 1981: Juryauswahl „New Glass Review 2“, The Corning Museum of Glass, New York, USA (ausgewählt wurden zwei Arbeiten)[17]
- 1982: 1. Preis Wettbewerb „Brunnen“ Bayerische Landesbank, München[18]
- 1982: 1. Preis Wettbewerb Stadthalle Rosenheim
- 1983: 1. Preis Stadt Rosenheim „Ignaz-Günther-Gymnasium“[19]
- 1983: Juryauswahl „New Glass Review 4“, The Corning Museum of Glass, New York, USA[20]
- 1984: „Fragile Art Competition“, Architectural Finalist, Woodinville, USA
- 1985: Juryauszeichnung „Urkunde für hervorragende Leistung“ 2. Coburger Glaspreis für moderne Glasgestaltung in Europa, Coburg[21]
- 1987: 1. Preis Wettbewerb Kongresshaus Rosengarten, Coburg[22]
- 1989: „Prix de Création, 2e Salon International du Vitrail“ Chartres, Frankreich
- 1990: Juryauswahl „New Glass Review 11“, The Corning Museum of Glass, New York, USA[23]
- 1993: „Danner-Ehrenpreis“ Danner-Preis ’93, München
- 1998: 1. Preis Kunst am Bau Wettbewerb AOK Rosenheim[24]
- 1999: 1. Preis Wettbewerb der Universität Bayreuth[25]
- 2005: 1. Preis Wettbewerb „Raum der Stille“ Bayerischer Landtag[26]
- 2008: Kulturpreis des Landkreises Rosenheim[27][13]
- 2009: 1. Preis Wettbewerb der Stadt München für die Gedenkstätte Westfriedhof[28]
- 2019: A’ Design Award, Como/Italien[9]

## Projekte (Auswahl)
- LichtGlasSäule in der Zentralbibliothek der Universität Regensburg (Architekt: Alexander Freiherr von Branca, München)[29]
- GlasBrunnen im Innenhof der Bayerischen Landesbank, München[6]
- LichtGlasSäule im Gare et Métro Rouen, Frankreich[30]
- „Raum der Stille“ im Bayerischen Landtag, Maximilianeum[31] (Architekt: Staab Architekten Berlin, Wettbewerb unter Leitung des Landtagspräsidenten Alois Glück)
- Lichtsäulen, Altar, Kreuz und Fenster in der Christopheroskapelle im Flughafen Terminal 1 München[32][33] (Architekt: Hans-Busso von Busse, München)
- Innenraumgestaltung, Marienkapelle Oberaudorf[34]
- Fenster, Kreuz, Tabernakel und Leuchter in der Heilig-Kreuz-Kirche in Bonn-Limperich[35][36] (Architekt: Alexander Freiherr von Branca, München)
- Regenbogenfenster, PrismenSäule und Gesamtkonzept in der Gedächtniskapelle im Kloster Ettal (Architekten: Winfried Claus & Günter Forster)[37]
- Tabernakel, LichtGlasSäule, Fenster und Gesamtgestaltung der Kirche St. Johannes der Täufer Homberg/Schwarzwald (Architekt: Rainer Disse)[38]
- Innenraum der Pfarrkirche St. Petrus Canisius in Freiburg-Landwasser[16] (Architekt: Rainer Disse)
- Eingangsfenster, Tabernakelwand und oberes Lichtband in der Kirche St. Elisabeth, München-Haidhausen (Architekt: Herbert Groethuysen)
- Sich drehende, gläserne Turmskulptur auf dem Dach der Farbenwerke Wunsiedel[39]
- Gedenkstätte für Föten und totgeborene Kinder, Westfriedhof (München)[40]
- 1980–1985: Volksbank, Eichstätt (weitere Künstler: Peter Recker und Franz Maurer)